# Нгуен Тхе-то
Нгуен Тхе-то (вьет. Nguyễn Thế Tổ, тьы-ном 阮世祖), Зя Лонг (также Жиа Лонг) (8 февраля 1762, Хюэ, Дай-Вьет — 3 февраля 1820, Хюэ, Династия Нгуен) — последний из Князей Нгуен и он же первый император Вьетнама из династии Нгуен. Правил под девизом правления Зя-лонг (вьет. Gia-long, тьы-ном 嘉隆).
Имена — Тюонг (вьет. Chuổng, тьы-ном 種), Фук Ань (вьет. Phúc Anh, тьы-ном 福映).

## Биография
Нгуен Тхе-то (1762—1820) — последний из Князей Нгуен, которые пошли на контакт с европейцами.
В начале XIX века Нгуен Тхе-то положил начало последней императорской династии Дайвьета.
Завоевал власть с помощью французского подданного епископа Пиньо, упросившего короля Людовика XVI послать военный контингент. В это время состоялись первые контакты Франции с Дайвьетом, который французы называли «Аннамской Империей».
Тхе-то объединил враждовавшие дайвьетские территории Аннам и Тонкин в единую империю. Затем отношения с Францией были испорчены из-за преследования французских миссионеров на территории «Аннамской Империи».
Император Тхе-то первым начал употреблять в официальных документах новое название империи — «Вьетнам». По китайской модели Тхе-то выстроил на «Ароматной реке» новую столицу Вьетнама — город Хюэ. Тринадцать императоров основанной им династии Нгуен восседали в Хюэ в течение 143 лет (1802—1945).

## Комментарии
1. ↑  храмовое имя